# Phalangium
Phalangium är ett släkte av spindeldjur. Phalangium ingår i familjen långbenslockar.
Släktet innehåller bara arten Phalangium opilio.